# Hans Herbots
Hans Herbots (Anversa, 13 maggio 1970) è un regista e sceneggiatore belga.

## Biografia
Nato ad Anversa, ha studiato letteratura, teatro e cinema presso il RITS a Bruxelles. Ha iniziato la sua carriera come direttore della fotografia e primo assistente alla regia prima di dirigere spot pubblicitari, documentari e vari cortometraggi.
Nel 2001 dirige il suo primo lungometraggio Vallen, basato sull'omonimo romanzo di Anne Provoost, interpretato da Emma Thomas, Alice Krige e Jill Clayburgh. Nel 2005 dirige la commedia drammatica Verlengd weekend. Nel 2010 dirige Bo, tratto da un romanzo di Dirk Bracke, che vinto il Grifone di Alluminio al Giffoni Film Festival.
Attivo anche in campo televisivo, ha diretto episodi di serie televisive come Het goddelijke monster , The Spiral e MPU - Missing Persons Unit. Nel 2014 dirige il thriller De Behandeling, adattamento cinematografico del romanzo Il trattamento di Mo Hayder.
Herbots lavora anche come direttore di doppiaggio e ha curato le versioni olandesi di vari film d'animazione Disney/Pixar, come Gli incredibili, Alla ricerca di Nemo e Ratatouille.
Ha tre figlie; Cato e Stine, nate dal suo precedente matrimonio, e Jeanne, avuta con l'attuale compagna Lien Van de Kelder.

## Filmografia parziale
- Vallen (2001)
- Verlengd weekend (2005)
- Windkracht 10: Koksijde Rescue (2006)
- Bo (2010)
- De Behandeling (2014)
- MPU - Missing Persons Unit (Vermist) – serie TV, 6 episodi (2015-2016)
- Riviera – serie TV (2017-2020)
- Attacco al potere - Paris Has Fallen (Paris Has Fallen) – miniserie TV, 8 puntate (2024)